# Šebestián Hněvkovský

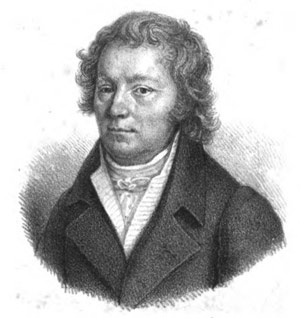
Šebestián Hněvkovský, podle Machkova obrazu

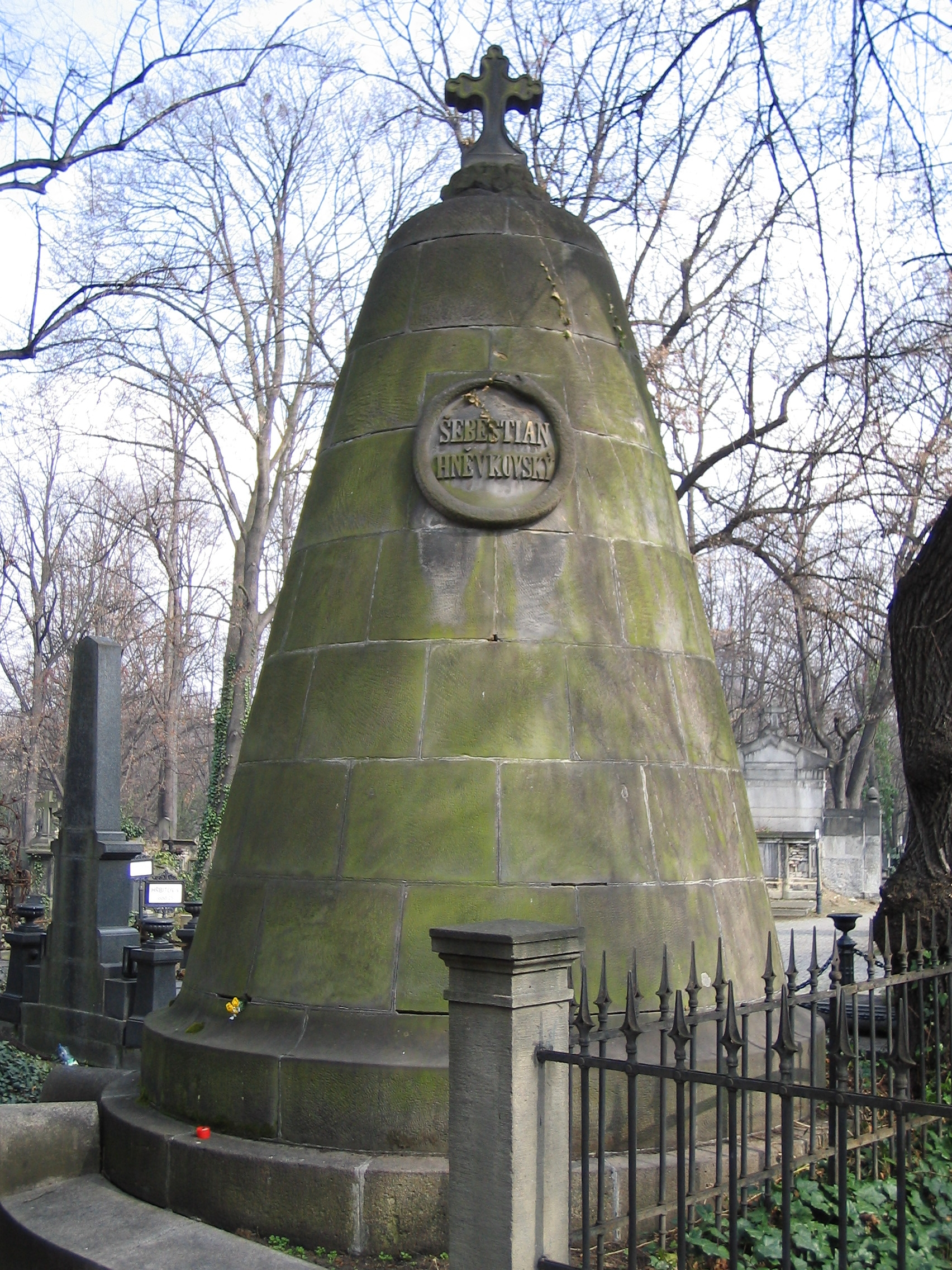
Mohyla Šebestiána Hněvkovského na pražských Olšanských hřbitovech

Šebestián Hněvkovský (19. března 1770 Žebrák – 7. června 1847 Praha) byl český právník, národní buditel a básník spjatý s prvopočátky novočeského básnictví za národního obrození. Jeho zásadním dílem je směšnohrdinský  epos Děvín. 

## Život
Narodil se jako syn koželuha Pavla Hněvkovského a Rosalie, rozené Roreitnerové, v domě čp. 105 v Žebráku. Měl devět sourozenců. Studoval na piaristickém gymnáziu v Berouně a na novoměstském gymnáziu v Praze. Již tehdy psal básně. Na Karlo-Ferdinandově univerzitě se při přípravném studiu filozofie stal obdivovatelem profesorů Stanislava Vydry a Ignáce Cornovy. Přátelil se se svými středoškolskými spolužáky Antonínem Jaroslavem Puchmajerem a Vojtěchem Nejedlým. Roku 1791 založili Básnické sdružení v Čechách, nazývané také První novočeská škola básnická či Puchmajerova družina. Vystudoval práva a získal doktorát.  
Od roku 1795 do roku 1805 působil jako radní v Plánici u Klatov – v té době vznikla většina jeho děl. V letech 1805 až 1826 pracoval ve stejné funkci v rodném Žebráku a v letech 1826 až 1836 jako purkmistr v Poličce, kde byl velkým podporovatelem místního ochotnického divadla.  Po odchodu do penze  strávil posledních jedenáct let života se svou manželkou Annou (* 1784) v Praze.  Měli dceru Annu (* 1811), která se provdala za velkostatkáře a politika Josefa Šebestiána Daubka a tři syny: Vojtěcha, lékaře Jana (* 1812) a chemika Prokopa (* 1814). Bydlel v domě čp.183/II v Křemencově ulici 9 na Novém Městě pražském.  Jeho vnukem byl podnikatel Josef Šebestián rytíř Daubek.
Šebestián Hněvkovský zemřel 7. června 1847 a pochován byl na Olšanských hřbitovech.

## Literární význam
Společně s Antonínem Jaroslavem Puchmajerem byl iniciátorem a významnou osobností první novočeské básnické školy. Během  studií na počátku 90. let založili  literární spolek, jenž si dal za cíl pěstovat české básnictví. Výsledkem snažení byly Puchmajerovy almanachy, které obsahují velkou část Hněvkovského básnické tvorby. V  prvním svazku společných básní vydaných pod názvem Sebrání básní a zpěvů v roce 1795 bylo zařazeno  jeho první původní dílo Vyšehradský sloup, aneb podivná historie o jednom sedláku, kterak od čerta omámen byl, aneb Kterak týž čert z Říma sloup ukradl a od svatého Petra potrestán byl. 
Na rozdíl od svých druhů, kteří většinu námětů čerpali z cizích literatur nebo i překládali cizojazyčná literární díla, snažil se Hněvkovský o původnost a také se více obracel k lidovým vrstvám (proto psal výrazně jednodušším stylem). Jeho obdivovatelem byl Josef Kajetán Tyl. Alois Jirásek Hněvkovského úlohu v národně obrozeneckém hnutí a divadelní společnosti připomněl v románu F. L. Věk.
Psal epigramy, milostnou, satirickou a didaktickou lyriku a sentimentální balady (Vnislav a Běla). Náměty pro svou poezii určenou lidovému čtenáři čerpal z oblíbených nebo známých látek (Vyšehradský sloup, směšnohrdinský epos Děvín). Obhajoval přízvučnou prozódii (Zlomky o českém básnictví).
Hněvkovský publikoval dvě básnické sbírky: Básně drobné (1820), čítající 52 básní, a Nové básně drobné (1841) s 92 básněmi. Psal i divadelní hry: tragédii Jaromír, veselohru Námluvy na Koloději a nepublikovanou tragédii Král Otakar II. 

## Dílo
- Epos Děvín (Děwjn: báseň romantickohrdinská w osmnácti zpěwjch) – jeho nejúspěšnější dílo, knižně vydáno 1805, přepracovaná verze pak  v roce 1829; námět vychází z příběhu o dívčí válce (po smrti kněžny Libuše se některé ženy odmítly podřídit vládě Přemysla a opevnily se pod vedením Vlasty na hradě na vrchu Děvíně).
- Vnislav a Běla – sentimentální balada
- Básně drobné Ssebestyána Hněwkowského, v Praze 1820 (jeho básně vycházely předtím i jako součást Puchmajerových almanachů)
- „Der böhmische Mägdekrieg“ (Česká dívčí válka), komický epos ve dvanácti zpěvech (1805, jako první epos přepracován r. 1829)
- Básně drobné' (1820)
- Zlomky o českém básnictví, zvláště pak o prozodii (1820)
- „Jaromír“, Smutnohra v pateru jednání (1835), historická hra o tragickém osudu přemyslovského knížete Jaromíra
- Námluvy v Koloději, Komedie (1839)
- „Nové básně drobné“ (1841)
- „Doktor Faust“, báseň (1844)
- „Przemysl Ottokar II.“, posmrtně zveřejněná tragédie

## Pozůstalost
- Literární pozůstalost se dochovala neúplná, je uložena v Památníku národního písemnictví v Praze.[6]

## Památky
- Portrét, olejomalba Antonín Machek
- Portrét, perokresba Jindřich Scheiwl
- Portrét, litografie František Šír
- Pamětní deska na rodném domě v Žebráku
- Ulice Hněvkovského: na Chodově v městské části Praha 11 a v Brně

## Zajímavost
V seriálu F. L. Věk ztvárnil Šebestiána Hněvkovského herec Jan Tříska (režie: František Filip, literární předloha: Alois Jirásek, scénář: Otto Zelenka, rok premiéry: 1970).